# John Colborne, 1. Baron Seaton

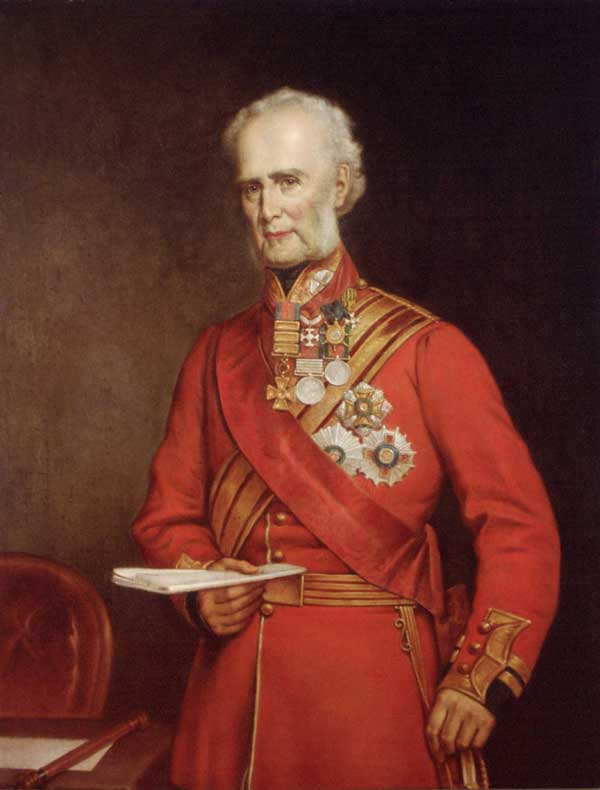
John Colborne, 1. Baron Seaton

John Colborne, 1. Baron Seaton

John Colborne, 1. Baron Seaton, GCB, GCMG, GCH, PC (I), (* 16. Februar 1778 in Lyndhurst, Hampshire; † 17. April 1863 in Torquay, Devon) war ein britischer Feldmarschall und Kolonialverwalter.

## Leben
John Colborne wurde als Sohn des Salzhändlers Samuel Colborne († 1785) und der Cordelia Anne Garstin († 1791) in Lyndhurst geboren. Seine Eltern starben früh; seit dem 13. Lebensjahr war Colborne Vollwaise. 1794 trat er sechzehnjährig als Ensign in das 20th (East Devonshire) Regiment of Foot ein und stieg dort – ungewöhnlich für eine Zeit in der das Kaufsystem üblich war – Schritt für Schritt auf, ohne je eine Offiziersstelle gekauft zu haben. 1795 wurde er zum Lieutenant, 1799 zum Captain-Lieutenant und 1800 zum Brevet-Captain befördert. Seinen ersten Kriegseinsatz hatte er im August 1799 in der Den Helder-Expedition. 1801 nahm er an Sir Ralph Abercrombys Expedition nach Ägypten teil. Bei beiden Einsätzen wurde er verwundet.
Auf dem Kriegsschauplatz in Sizilien zeichnete er sich bei Maida (6. Juli 1806) aus und erregte kurz darauf die Aufmerksamkeit von General Sir John Moore, der ihn 1808 zum Major befördert zu seinem Stabssekretär machte. In dieser Funktion blieb er bis zu Moores Tod bei La Coruña 1809. Dem Vorschlag des tödlich verwundeten Moore entsprechend, erhielt Colborne zwei Wochen später die Beförderung zum Lieutenant-Colonel.
Im Sommer 1809 war Colborne wieder auf der iberischen Halbinsel und wurde Zeuge des Sieges über die Spanier bei Ocaña, bevor er sein neues Kommando im 66th (Berkshire) Regiment of Foot übernahm. Mit dem Regiment nahm er an der Schlacht von Busaco teil und an der Verteidigung der Linien von Torres Vedras. Im folgenden Jahr kommandierte er vorübergehend eine Brigade (1st Brigade der 2nd Infantry Division) in der Schlacht von Albuera. Er zeichnete sich dabei so sehr aus, dass er das Kommando über das 52nd (Oxfordshire) Regiment of Foot erhielt.
Bei Ciudad Rodrigo (1812) wurde Colborne so schwer verwundet, dass er erst im Juli 1813 zu seinem Regiment zurückkehren konnte. Kurz darauf erhielt er vorübergehend das Kommando über eine Brigade der Light Division, mit der er an den Kämpfen in den Pyrenäen und an den Schlachten am Bidassoa, an der Nivelle und bei Nive teilnahm. 1814 führte er wieder das 52nd Regiment of Foot in den Schlachten von Orthez und Toulouse teilnahm. Nach dem Friedensschluss wurde er im Juni 1814 zum Aide-de-camp des Prinzregenten ernannt und zum Colonel befördert. Im Januar 1815 wurde als Knight Commander des Bathordens geadelt.
1815 spielten Colborne und das 1st Battalion des 52nd Regiment of Foot, mit einer Stärke von 1.130 Soldaten das größte britische Bataillon, eine entscheidende Rolle in der Schlacht bei Waterloo. Als Napoleon gegen 19:30 Uhr seine letzte Trumpfkarte ausspielte und die Alte Garde, die er im Allgemeinen in der Reserve behielt, gegen das Zentrum der alliierten Schlachtreihen einsetzte, wurde deren Angriff zunächst von den Briten abgewiesen und die Garde wich zurück, um sich neu zu formieren. Es war Colborne, der die Gunst der Stunde erkannte und sein Bataillon durch eine geschickte Schwenkung gegen die linke Flanke der Franzosen, etwa 10.000 an der Zahl, führte. Colbornes Männer feuerten eine konzentrierte Salve in die ungeschützte Flanke der Franzosen und gingen dann zum Bajonettangriff gegen die Kolonnenspitze über. Die geordneten französischen Kolonnen lösten sich auf und die Garde suchte ihr Heil in der Flucht. Der plötzlich aufkommende und weithin zu hörende Ruf „La Garde recule!“ (dt.: die Garde weicht) riss auch die anderen französischen Truppenteile mit. Als die Preußen nachrückten und den Ort Plancenoit eroberten, war die Schlacht entschieden. Napoleons Grande Armée wandelte sich zu einer kopf- und führungslos fliehenden Masse. Diese schlachtentscheidende Aktion des 52nd Regiment of Foot und Colbornes persönlicher Anteil daran, wurde zunächst dem 1st Regiment of Foot Guards zugeschrieben. Erst später setzte sich die Wahrheit durch.
Colborne war von 1821 bis 1828 Vizegouverneur der Kanalinsel Guernsey und wurde 1825 zum Major-General befördert. Am 14. August 1828 wurde er zum Vizegouverneur von Oberkanada ernannt. Er traf am 3. November in York (heute Toronto), damals eine Stadt mit etwa 2000 Einwohnern, ein und trat sein Amt an. Colborne war ein erfolgreicher, aber kein populärer Gouverneur. Er setzte sich vor allem für die Verbesserung der Infrastruktur ein, beförderte den Auf- und Ausbau von Nachschubwegen, Straßen, Brücken und Handelsplätzen, die in der nur spärlich besiedelten Landschaft dringend gebraucht wurden. Außerdem setzte er sich für die Besiedlung des Landes durch britische Einwanderer ein, auch, um dem Zuwanderungsstrom aus den Vereinigten Staaten und dem amerikanischen Einfluss in Oberkanada ein Gegengewicht entgegenzusetzen. Seine Maßnahmen waren erfolgreich. In den Jahren 1830 bis 1833 stieg die Zahl der Einwohner der Kolonie um 50 Prozent, die Einwohnerzahl der Stadt York verdoppelte sich im selben Zeitraum. Andererseits wurden einige seiner Verwaltungsmaßnahmen auch scharf kritisiert. Man warf ihm die Bevorzugung britischer Immigranten und die missbräuchliche Verwendung öffentlicher Gelder vor. Der umstrittenste Punkt seiner Tätigkeit war die Reservierung großer Ländereien für die Church of England, deren gläubiges Mitglied er war. Dieser Akt war einer der Auslöser für die 1837 ausbrechende Rebellion, die Colborne, der im Januar 1836 von Francis Bond Head als Vizegouverneur abgelöst worden war, jetzt als Oberbefehlshaber der britischen Streitkräfte in Kanada mit harter Hand niederschlug. Besonders in Erinnerung ist den Kanadiern der letzte Akt der Rebellion von 1837 in Saint-Eustache, einer Stadt etwa 30 Kilometer nordwestlich von Montreal, bei dem Colborne persönlich das Kommando führte. Am 14. Dezember 1837 wurde dort eine 400 Mann starke Gruppe von patriotischen Aufständischen unter der Führung von Jean-Olivier Chénier und Amury Girod, die sich in einer Kirche und ihren Nebengebäuden verschanzt hatten, von Colbornes 2000 Mann starker Truppe und ihrer Artillerie angegriffen. Die Soldaten setzten die Kirche in Brand und schossen auf die aus den Fenstern fliehenden Rebellen. Ungefähr hundert Aufständische wurden getötet, darunter auch Chénier. In der folgenden Nacht brannten Colbornes Truppen den Ort völlig nieder. In gleicher Weise wurde auch Saint-Benoît am folgenden Tag niedergebrannt, nachdem sich die 150 Aufständischen dort kampflos ergeben hatten. Seitdem trägt Colborne bei vielen Québecois den Beinamen „Le Vieux Brûlot“ (dt.: das alte Brandschiff). 1838 wurde er zum Knight Grand Cross des Bathordens erhoben.
Als 1838, er war schon fast zur Heimreise eingeschifft, die Rebellion erneut ausbrach, übertrug man ihm die Stelle des Generalgouverneurs und als Lieutenant-General den Oberbefehl über die Armee in ganz Britisch-Nordamerika. Colborne kehrte nach Québec zurück und schlug abermals die Rebellion schnell und effektiv nieder. 1839 kehrte er nach Großbritannien zurück und wurde am 14. Dezember 1839 als Baron Seaton, of Seaton in Devonshire, zum Peer erhoben und dadurch Mitglied des House of Lords; außerdem erhielt er eine Pension von 2000 Pfund pro Jahr. 1843 wurde er als Knight Grand Cross in den Order of St Michael and St George aufgenommen.
Von 1843 bis 1849 war er Lord High Commissioner der Ionischen Inseln, wurde 1854 zum General befördert und diente von 1855 bis 1860 als Oberbefehlshaber in Irland und wurde dazu 1855 auch Mitglied des irischen Privy Council. Am 1. April 1860 schied er als Field Marshal aus dem aktiven Dienst aus und starb am 17. April 1863 im Alter von 85 Jahren in Torquay.
Lord Seaton war seit 1813 mit Elizabeth Yonge, Tochter von James Yonge, einem anglikanischen Geistlichen, Pfarrer der Gemeinde Newton Ferrers, Devon, verheiratet. Sie hatten fünf Söhne und drei Töchter. Sein ältester Sohn James Colborne (1816–1888) erbte 1863 seinen Adelstitel, sein zweiter Sohn Sir Francis Colborne (1817–1895) wurde ebenfalls General.
Die Städte Colborne und Port Colborne in Kanada sind nach Lord Seaton benannt.